# Jazdegerd I.
Jazdegerd I., tudi Jazdgerd I. in Jazdgird I. (srednjeperzijsko 𐭩𐭦𐭣𐭪𐭥𐭲𐭩‎), je bil od leta 399 do 420 kralj kraljev iranskega Sasanidskega cesarstva, * ni znano,  † 420, Hirkanija ali Tus, Iran.
Bil je sin Šapurja III. (vladal 383-388). Na prestol je prišel po umoru brata Bahrama IV. (vladal 388-399).
Vladavina Jazdegerda I. je bila obdobje prenove. V domačih virih se občasno omenja kot "grešnik", vendar je bil bolj kompetenten vladar kot njegovi nedavni predhodniki. Vzdrževal je  prisrčne odnose z Vzhodnim rimskim cesarstvom. Cesar Arkadij mu je celo zaupal skrbništvo nad svojim sinom Teodozijem I. Znan je bil po prijateljskih odnosih z Judi in kristjani vzhodne cerkve, ki jo je priznal leta 410. Oboji so ga zato hvalili kot novega Kira Velikega (vladal 550 - 530 pr. n. št.), kralja iranskega Ahemenidskega cesarstva, ki je Jude osvobodil iz babilonskega ujetništva.
Kraljeva verska in miroljubna mednarodna politika ni bila všeč plemstvu in zaratustrski duhovščini, katerih moč in vpliv si je prizadeval zajeziti. To se je sčasoma obrnilo proti njemu  in končalo z njegovim umorom. Plemiči so zatem poskušali preprečiti vzpon Jazdegerdovih sinov na sasanidski prestol. Najstarejšega sina Šapurja IV. so kmalu po prihodu na prestol ubili in ga zamenjali s Kozravom. Drugi Jazdegerdov sin,  Bahram V., je z arabsko vojsko napadel  sasanidsko prestolnico Ktezifon in prisilil plemstvo, da ga je priznalo za šaha.

## Ime
Ime Jazdegerd je sestavljeno iz staroiranskega izraza yazad yazata (božansko bitje) in -karta (narejen), kar bi se lahko prevedlo kot "Božje delo". Ime je primerljivo z iranskim imenom Bagkart in grškim Teoktistos. V drugih jezikih je znano kot Jazdekert (pahlavi), Jazd(e)gerd (novoperzijsko), Jazdegerd, Izdegerd in Jazdeger (sirsko), Jazdkert (armensko), Izdeger in Azger (Talmud), Jazdeidžerd (arabsko) in Isdigerdes (grško).

## Ozadje
Jazdegerd I. je bil sin Šapurja III. (vladal 383-388). Na prestol je prišel po umoru brata Bahrama IV. leta 399. Cesarstvo je nasledil v burnih časih. Plemstvo je umorilo kar tri njegove neposredne predhodnike: Bahrama IV., Šapurja III. in Ardaširja II. Večina plemstva je pripadala močnim partskim plemiškim družinam, znanim kot wuzurgan, ki so bile centralizirane na Iranski planoti. Tvorile so hrbtenico sasanidske fevdalne vojske bile večinoma avtonomne.
Sasanidski šahi so imeli malo nadzora nad  wuzurganom. Vsi poskusi, da bi omejili njegovo oblast, so šahe ponavadi drago stali, zlasti zadnje tri. Partsko plemstvo je služilo sasanidskim šahom zaradi svojih osebnih koristi, brez lojalnosti, in morda zaradi zavedanja  o arijskem (iranskem) sorodstvu, ki so ga delili s svojimi perzijskimi vladarji. Pozno v Jazdegerdovi vladavini je močna partska družina Suren postala močna šahova zaveznica in igrala ključno vlogo v dogajanjih v  cesarstvu. Oblast družine Suren je cvetela do konca vladavine Jazdegerdovega vnuka Jazdegerda II. (vladal 438–457).

## Odnosi z Vzhodnim rimskim cesarstvom
Med vladanjem Jazdegerda I. so njegovega zahodnega soseda,  Vzhodno rimsko cesarstvo, pretresali nemiri. Ostrogoti so napadli Balkan, upirati so se začeli Franki in divjala je državljanska vojna. Nemiri so se začeli tudi v vzhodnih provincah. Jazdegerd I. ni izkoristil njegovih slabosti, ampak je krščanske ujetnike, rešene  po iranski zmagi nad Huni, vrnili na rimsko ozemlje. Rimski cesar Arkadij (vladal 383–408) je izkoristil Jazdegerdovo velikodušnost in ga zaprosil za pomoč, da bi zagotovil nasledstvo svojemu mladoletnemu sinu Teodoziju.
Ta dogodek omenja samo rimski zgodovinar Prokopij  v 6. stoletju. Njegov sodobnik, rimski zgodovinar Agatij, trdi, da je vprašljiv, ker temelji na "ustnem izročilu tako rimskih podložnikov kot aristokratov"  in ga ne omenja noben primarni vir.  Jazdegerd naj bi se s skrbništvom strinjal in zagrozi z vojno vsem, ki bi Teodozija ogrozili. Po Prokopiju je "zvesto izpolnjeval Arkadijeve zapovedi in nadaljeval politiko popolnega miru z Rimljani in tako ohranil imperij za Teodozija". Za Teodozijevo vzgojo je skrbel Antioh, "najpomembnejši in visoko izobražen Jazdegerdov svetovalec in predavtelj".

## Odnosi s kristjani

### Ozadje
Jazdegerd I. je bil, tako kot vsi drugi sasanidski vladarji, privrženec zaratustrstva. Eden od njegovih predhodnikov, šah Šapur II. (vladal 309–379), naj bi od leta 340 do 379 surovo preganjal iranske kristjane. Kristjane naj bi preganjali tudi kasnejši šahi  Jazdegerd I., Bahram V. (vladal 420–438), Jazdegerd II. (vladal  438–457), Peroz I. (vladal  459–484), Kozrav I. (vladal 531–579) in Kozrav II. ( vladal 591–628), Vzhodna cerkev pa se je kljub temu hitro širila. Po cerkvenih virih naj bi bilo širjenje posledica  "neomajne sovražnosti zaratustrskih verskih oblasti do kristjanov".
Preganjanje kristjanov je bilo omejeno na njihove verske voditelje, ki niso izpolnjevalo obvez, ki jih je od njih zahteval dvor. Šapur II. jih je poskušal disciplinirati zaradi neposlušnosti, niti on niti dvor pa nista preganjala krščanskega prebivalstva kot celote. "Veliko preganjanje" je bilo izmišljeno.  Po mnenju sodobnega zgodovinarja Eberharda Sauerja so sasanidski šahi preganjali druga verstva le takrat, ko je bilo to v njihovem nujnem političnem interesu. Umori kristjanov med vladanjem Šapurja II. so bili posledica zavračanja verskih voditeljev, da bi bolj celovito sodelovali pri upravljanju imperija. Jazdegerdu I. je uspelo doseči dogovor za sodelovanje duhovščine s sasanidskim dvorom.

### Ustanovitev Iranske cerkve
Vladavina Jazdegerda I. je bila mejnik za kristjane v Iranu. Po nasvetu rimskega škofa Marute je šah leta 410 priznal Vzhodno cerkev, kar je privedlo do ustanovitve Iranske cerkve, ki je leta 424 razglasila svojo neodvisnost od rimske cerkve. Jazdegerdov odlok se je štel za sasanidsko različico Milanskega edikta Konstantina Velikega (vladal 306-337) iz leta 313. Pod nadzorom iranske birokracije so se v cesarstvu začele graditi cerkve, svetišča za mučenike in samostani. Vsi so bili zgrajeni v bližini sasanidske prestolnice Ktezifon, kar kaže na Jazdegerdovo soglasje. Ena od njegovih velikodušnih gest je bila, da je kristjanom dovolil pokopavanje njihovih pokojnikov, kar je po mnenju zaratustrske duhovščine pomenilo onesnaževanje zemlje.
Število krščanskih elit v državni birokraciji se je povečalo in naraščalo do padca imperija leta 651. Vodilna duhovščina, kot je bil Šemon Bar Same in njegovi kolegi, ki je vneto nasprotovala prošnji Šapurja II. za sodelovanje v državni upravi, je začela v 5. stoletju delovati kot iranska agentura, ločena od zaratustrstva. Jazdegerd I. je izkoristil duhovniške voditelje in izbral patriarha Ktezifona za posrednika med njim in bratom, guvernerjem Parsa v južnem Iranu. Drug patriarh je bil Jazdegerdov odposlanec pri Teodoziju II. Zdi se, da šah ni imel veliko znanja o krščanstvu in ga je, tako kot Šapurja II., bolj zanimalo izboljšanje političnih in gospodarskih razmer v njegovem imperiju. Zaradi strpnega ravnanja s kristjani je v krščanskih kronikah opisan kot "plemenita duša" in drugi Kir Veliki (vladal 550 - 530 pr. n. št.), ustanovitelj iranskega Ahemenidskega cesarstva.

### Preganjanje kristjanov
Na koncu Jazdegerdove vladavine je bila njegova strpnost do kristjanov na preskusu zaradi njihove nepremišljenosti.  Abda, škof Ormazd-Ardašiirja v Huzistanu, in skupina krščanskih duhovnikov in laikov so okoli leta 419-420 do tal porušili tamkajšnji zaratustrski ognjeni tempelj. Sodišče jih je pozvalo, da odgovarjajo za svoja dejanja. Jazdegerd naj bi Abdo vprašal: "Ker ste glavni in vodja teh mož, zakaj jim dovolite, da prezirajo naše kraljestvo, postopajo proti našemu ukazu in delujejo po svoji volji? Ali rušite in uničujete naše bogoslužne hiše in temelje naših ognjenih templjev, ki smo jih prejeli od očetov naših očetov v čast?" Ker je Abda z odgovorom okleval, je namesto njega odgovoril eden od duhovnikov iz njegovega spremstva: "Razbil sem temelje in ugasnil ogenj, ker to ni božja hiša in ogenj ni božja hči". Rušenje ognjenega templja so kristjani na široko razglašali za "zmago krščanstva".
Abda je zavrnil zahtevo za  obnovo  ognjenega templja, zato so bili on in njegovo spremstvo usmrčeni. Nek krščanski duhovnik je ugasnil ogenj tudi na drugem kraju in tam maševal, s čimer je prisilil Jazdegerda I., da je popustil zaratustrski duhovščini, spremenil svojo versko politiko in začel preganjati kristjane. Verjetno ravno zaradi spremenjene politike je za svojega ministra (wuzurg framadar) imenoval Mihra Narseha iz družine Suren. To kratkotrajno preganjanje ni poslabšalo mnenja o Jazdegerdu I. v krščanskih virih. Nekateri viri so celo upravičevali njegova dejanja.

## Odnosi z Judi
Jazdegerd I. je z iranskimi Judi ravnal tako velikodušno in spoštljivo, da ga je njihov eksilarh imenoval novi Kir Veliki, ki je Jude osvobodil ujetništva v Babilonu, Šah je  imel dobre odnose z rabini in jim celo citiral svete spise, imenovanje pa je bilo kljub temu morda plod pristranskega judovskega zgodovinopisja. Poročen je bil z Šušanduht, hčerko judovskega eksilarha. Identiteta njenega očeta je nejasna; lahko bi bil Mar Kahana I., Mar Jemar ali Mar Zutra. Srednjeperzijsko geografsko besedilo Šahrestānīhā ī Ērānšahr (Prestolnice iranskih provinc) poroča, da je Jazdegerd na Šušanduhtino prošnjo naselil Jude v Spahanu. Šušanduh je bila mati Jazdegerdovega sina Bahrama V. Po besedah iranologa Ernsta Herzfelda grobnica Estere in Mordekaja v Hamadanu ni bila njuna, temveč Šušanduhtina grobnica.

## Osebnost in odnosi s plemstvom in duhovščino
Rimski viri opisujejo Jazdegerda I. kot pronicljivega, dobrodušnega in prijaznega vladarja. Bil je dobro načitan, in "od samega začetka"  znan po "plemenitem značaju" in kot prvak "revnih in bednih", perzijski in arabski viri pa ga imenujejo "grešnik" (bazahkar ali bezehgar) in "izobčenec" (dabhr). Opisujejo ga kot monarha, ki je zlorabil svojo avtoriteto z zastraševanjem in zatiranjem plemstva in zaratustrske duhovščine.  Sovražen pogled na Jazdegerda je bil posledica njegovega miroljubnega odnosa do Rimljanov in verske strpnosti do nezaratustrskih  vernikov, zlasti kristjanov in Judov.
Sovražnost duhovništva do Jazdegerda je bila posledica usmrtitve več zaratustrskih  duhovnikov, ki niso odobravali njegovega prijaznega ravnanja z verskimi manjšinami. Jazdegerd I. se je dobro zavedal usode svojega predhodnika, zato ni zaupal niti plemstvu in ni dovolil, da bi dobilo pretirano velik vpliv. Šah je bil zato v sporu s plemstvom in duhovščino. Bil je bolj kompetenten kot njegovi nedavni predhodniki, njegovo vladanje pa se v sasanidski zgodovini obravnava kot obdobje prenove.

## Kovanci in cesarska ideologija
Jazdegerd I. je na kovancih upodobljen s kupolasto krono, kakršno je nosil Ardašir II., z dodanima merloma in polmesecem na vrhu. Njegova vladavina je pomenila premik v politični perspektivi Sasanidskega cesarstva, ki se je prvotno nagibalo proti zahodu in se potem obrnilo na vzhod. Premik bi lahko povzročila sovražna plemena v vzhodnem Iranu. Vojna z iranskimi Huni je morda znova prebudila mitsko rivalstvo med mitološkimi iranskimi kajanidskimi vladarji in njihovimi turanskimi sovražniki, kar opisujejo mlajša avestanska besedila. K tradicionalnemu napisu "kralj kraljev Irana in Neirana" je bil na Jazdegerdovih kovancih pripisan naslov ramšar – mirovnik. V srednjeperzijski junaški pesnitvi Ayadgar-i Zariran (Zariranova oporoka), je naslov uporabljal zadnji kajanski monarh (vištaspa). Pojavlja se tudi v zaratustrskem Denkardu iz 10. stoletja. Zanimanje Sasanidov za kajansko ideologijo in zgodovino se je nadaljevalo do konca imperija.

## Smrt in nasledstvo
Jazdegerd I. je umrl leta 420. Po besedah armenskega zgodovinarja iz 5. stoletja Movsesa Horenacija je umrl zaradi bolezni. Po stari priljubljeni legendi, ki jo omenja Firduzi v Šahname, ga je do smrti brcnil  bel konj. Konj se je nenadoma pojavil iz Zelenih vrelcev (Čišmih-i Su ali Čišmih-i Sabz pri mestu Tus v provinci Abaršar) in potem nenadoma izginil. Nemški orientalist Theodor Nöldeke je domneval, da je "Firduzi izročilo nepremišljeno cepil na izročilo  svojega rojstnega mesta Tusa" in da se ju Jazdegerdov umor zgodil morda v Gurganu. ne glede na to, ali je Jazdegerd umrl v Tusu ali Gurganu, si je legendo verjetno izmislilo partsko plemstvo, ki je Jazdegerda I. ubilo nekje na daljnem severovzhodu cesarstva.
Plemstvo in duhovščina, ki sta zaničevala Jazdegerda I., sta si zdaj prizadevala odvzeti krono njegovim sinovom. Znani so trije njegovi sinovi: Šapur, Bahram in Narseh. Šapur, guverner-podkralj Armenije, je odhitel v Ktezifon in prevzel krono kot Šapur IV., vendar so ga njegovi dvorjani izdali in ubili. Plemstvo je nato na prestol postavilo Kozrava, sina Bahrama IV. Jazdegerdov sin Bahram, ki je odrasel na dvoru  Lahmidov v al-Hiri, je prišel v Ktezifon z arabsko vojsko in pritisnil na plemstvo, da ga je priznalo za šaha Bahrama V. Njegov brat Narseh je bil imenovan za guvernerja Abaršahra.